# Jorge dos Santos
Jorge dos Santos, conhecido como Jorge, foi um futebolista brasileiro que atuava como lateral. Ele participou de grandes times do Palmeiras no final da década de 50 e início da década de 60, ganhando um Campeonato Paulista e um Campeonato Brasileiro. Ele morreu em fevereiro de 2018, aos 78 anos.

## Títulos
Palmeiras
- Campeonato Paulista: 1959
- Campeonato Brasileiro: 1960